# Cedar Rock (Caroline du Nord)
Cedar Rock est une ville américaine située dans le comté de Caldwell dans l'État de Caroline du Nord. En 2010, sa population était de 300 habitants.

## Démographie
| 2000 | 2010 | - | - | - | - |
| ---- | ---- | - | - | - | - |
| 315  | 300  | - | - | - | - |

## Source de la traduction
- (en) Cet article est partiellement ou en totalité issu de l’article de Wikipédia en anglais intitulé « Cedar Rock, North Carolina » (voir la liste des auteurs).